# Pterodroma madeira
El petrel Freira, fardela freira o petrel de Madeira (Pterodroma madeira), es un petrel que habita en la isla Madeira. Esta pequeña ave marina es de color blanco en su pecho y las alas son grises, su torso es oscuro, su cabeza es amarronada clara. Sus alas miden 34 centímetros y su envergadura es de 80 centímetros, su peso es de aproximadamente 290 gramos.

## Historia
Los petreles anidan en el centro de las altas montañas de Madeira, se registraron por primera vez en 1903 por el naturalista alemán y sacerdote Johann Ernst Schmitz , que no se dio cuenta de que eran diferentes de los Petreles gon-gon (Pterodroma feae) la que había visto en la islas Desertas. La especie fue descrita oficialmente como una raza de Petrel de suave plumaje por el aficionado australiano ornitólogo Gregory Mathews en el año 1934.